# Potoška planina
Potoška planina (1270 m) je prastara planina v Karavankah nad Koroško Belo, nad koncem doline Bela. Tu pasejo vsako leto. Na planini je tudi pastirska koča in vodni izvir Sevnik. Planina je nekaj več kot 100 m oddaljena od potoka Urbas, tik nad njo (severozahodno) je izvir Urbas, 400 m zahodno je Olipova planina, nad planino je vzhodni rob melišč pod Rjavimi pečmi, vzhodno so Ravni in Dolgi plaz. Na spodnjem robu planine je skalnati Viševnik, malo nad njim pa so še vedno vidni ostanki zahodnega kraka Rudne poti, ki je potekal od vzhodnega roba Potoških rovtov do Vrtače in naprej do Stamar.
Potoška planina je prastara planina, na njej so gospodarili že staroselci - karavanški gorjani  . V času obstoja vasice na Ajdni je bila to zelo pomembna planina, saj je bila zelo pomemben del njihovega zaledja, pomembna za njihovo preživetje. Mimo planine je domnevno potekala zgornja karavanska pot (najdbe v bližini). Domnevno naj bi bila obiskovana že v kameni dobi (?). V nekaterih starih virih je planina imenovana Potoške koče.
Čez planino poteka gozdna cesta, nad planino pa je razcep. Tu se odcepi slabša gozdna cesta čez Ravni do Valvasorjevega doma. 
Planina leži na zelo raznovrstnem svetu, nekoliko nižje od Košutinega preloma (aktivne geološke prelomnice). Tu se na tektonskem stiku stikajo geološko zelo raznovrstne kamnine. Tu je s travo poraščen  ilovnat in tudi s travo poraščen kamnit svet. Kamnit svet je pobočni oziroma meliščni grušč.Ilovnat svet pa je mešanica zelo raznovrstnih materialov, kjer prevladujejo deformirani skrilavi glinavci in meljevci, peščenjaki in kremenovi konglomerati. Ilovnat svet je ponekod zelo izsušen, ponekod pa tudi močno razmočen. Te kamnine oziroma to ilovnato zemljino na nekaterih površinah prekriva pobočni grušč, ki pa se z njimi ponekod tudi meša, kar omogoča vodi, da ilovnate materiale moči (namaka) tudi od znotraj in tako pospešuje drsenje zemljine. Pred leti, ko so skoraj celotno površino planine močno izravnali, so se zemeljski plazovi bolj pokazali, morda tudi nekateri novi, večinoma manjši, pa vendar občasno aktivni. Plazovi so bili tu že prej, tudi občasno aktivni. Na širši površini planine je več manjših tudi občasnih izvirčkov vode, ki omogočajo omejeno plazenje. Od kod vsa ta voda priteka ni znano. Med potokom Sevnik in potokom Urbas je v dolžini nekaj sto metrov velika količina (debela »žila«, debelo »telo«) zelo izsušene ilovnate zemljine, sta pa na površju te izsušene ilovnate zemljine vsaj dva manjša občasno aktivna plazova (globine 2 do 6 m (?)).